# إيمكه أونين
إيمكه سوزان أونين (من مواليد 17 أغسطس 1994) هي رياضية ألمانية متخصصة في الوثب العالي. فازت بميدالية برونزية في دورة الألعاب الجامعية الصيفية 2019. أفضل أرقامها الشخصية في هذا الحدث هي 1.94 مترًا في الهواء الطلق في غوتنغن عام 2019 وتحقيقها 1.96 مترًا في الداخل في لايبزيغ عام 2019. من خلال فوزها ببطولة ألمانيا في براونشفايغ، تمكنت من جمع نقاط كافية للترشح للألعاب الأولمبية عبر تصنيف النقاط. وبعد مشاركتها في دورة الألعاب الأولمبية الصيفية 2020 في طوكيو، تشارك في الألعاب الأولمبية للمرة الثانية، في دورة الألعاب الأولمبية الصيفية 2024 في القفز العالي للسيدات وحلت في المركز الرابع عشر في مرحلة التصفيات ولم تتأهل إلى المرحلة النهائية.
تنحدر من عائلة رياضية، حيث كان شقيقها إيكه أونين أيضًا لاعبًا في الوثب العالي بينما كانت والدتها أستريد فريدبولد أونين لاعبة سباعي سابقة وكذلك مدربتها.